# 貝爾蒙特 (肯塔基州布拉肯縣)
貝爾蒙特（英語：Belmont）是位於美國肯塔基州布拉肯縣的一個鬼鎮。

## 地理
貝爾蒙特所處的海拔為高於海平面270米（即886英呎），而該地所採用的時區為UTC-5，即北美東部時區（EST）。同時該地設有夏令時間，為UTC-5調快一小時，即UTC-4（EDT）。